# Ninnekah
Ninnekah é uma cidade  localizada no estado norte-americano de Oklahoma, no Condado de Grady.

## Demografia
Segundo o censo norte-americano de 2000, a sua população era de 994 habitantes.
Em 2006, foi estimada uma população de 1057, um aumento de 63 (6.3%).

## Geografia
De acordo com o United States Census Bureau tem uma área de
26,3 km², dos quais 26,3 km² cobertos por terra e 0,0 km² cobertos por água. Ninnekah localiza-se a aproximadamente 387 m acima do nível do mar.

## Localidades na vizinhança
O diagrama seguinte representa as localidades num raio de 20 km ao redor de Ninnekah.